# Aeroport de Roma-Urbe

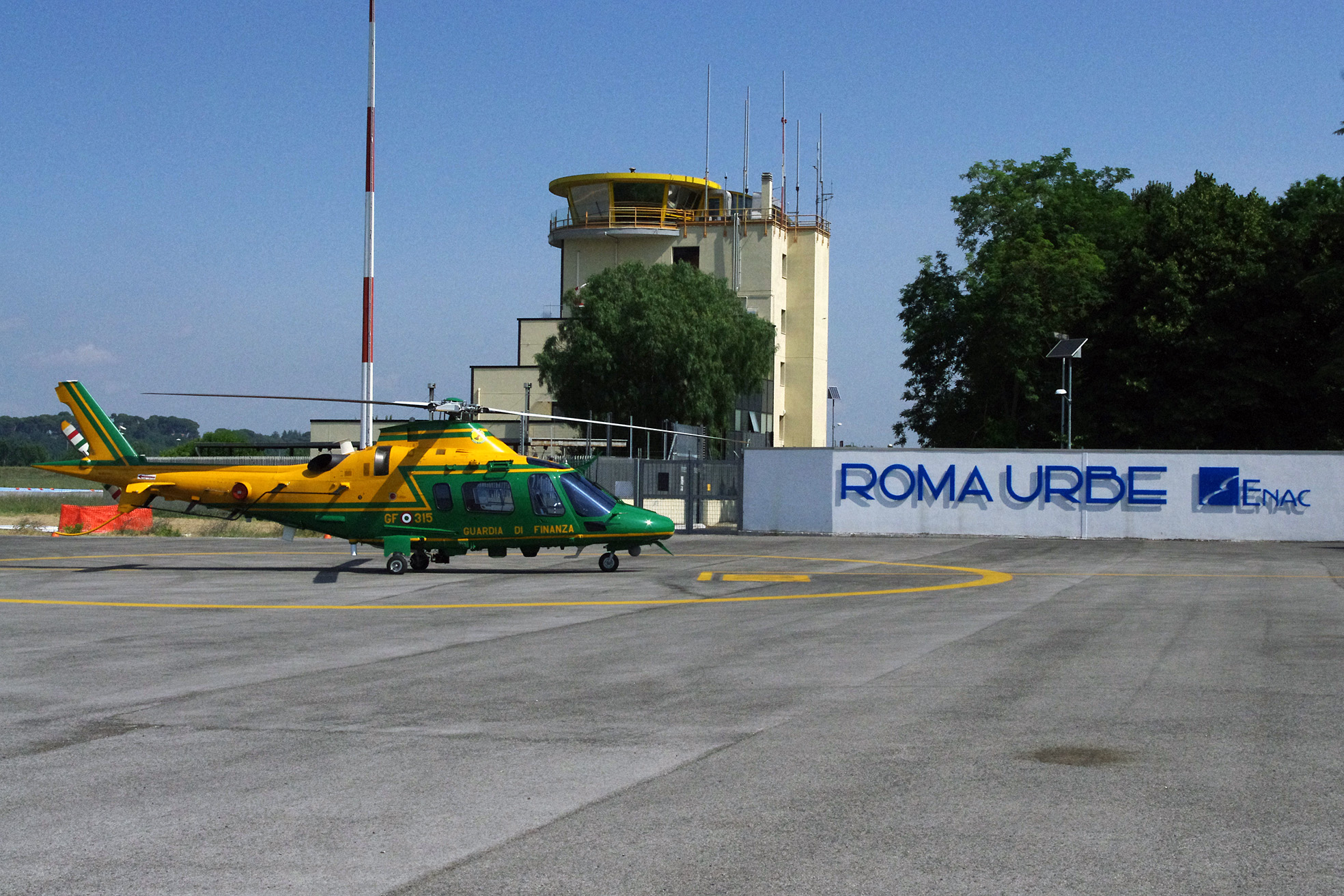
Aeroport de Roma-Urbe: torre de control i la plaça al davant de la nova terminal.

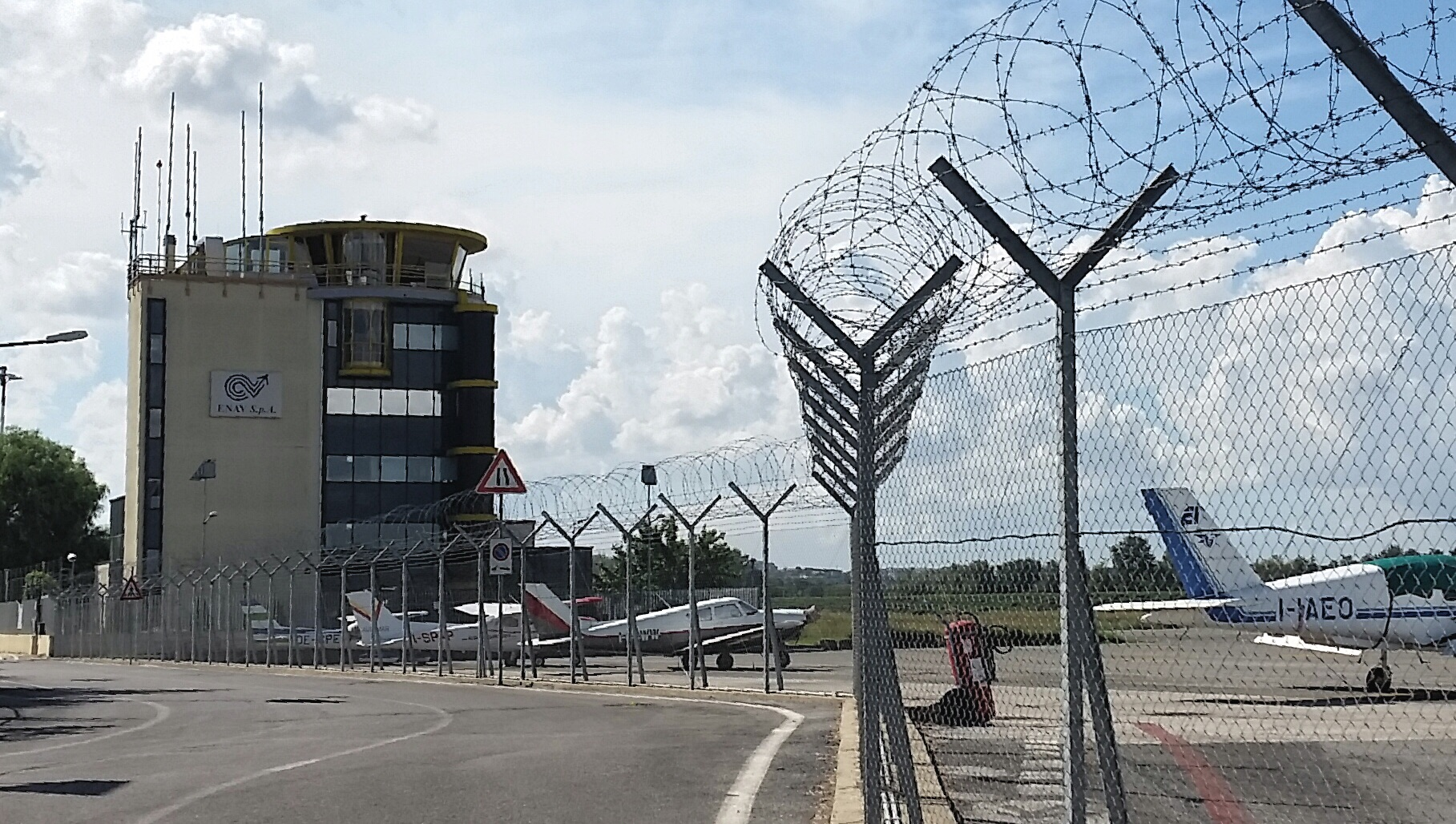
Torre de control ENAV de l'aeroport de Roma-Urbe.

L'aeroport de Roma-Urbe (IATA: cap, ICAO: LIRU) és un aeroport italià situat a la via Salaria de la ciutat de Roma, en la zona de Val Melaina. Ofereix vols privats, també el servei de transport comercial i de baix cost, així com d'heliport.
Les instal·lacions de l'aeroport rep l'estació meteorològica de Roma Urbe, l'Aeroclub de Roma i l'agència d'impressió Avionews.